# 가리사현

가리사현

가리사현(Garissa County)은 케냐를 구성하는 47개 현 가운데 하나로 현도는 가리사이며 면적은 45,720.2km2, 인구는 623,060명(2009년 기준)이다. 2013년에 실시된 행정 구역 개편에 따라 북동부주에서 분리되어 신설되었다. 북쪽으로는 와지르현, 북서쪽과 서쪽으로는 이시올로현, 남서쪽으로는 타나리버현, 남쪽으로는 라무현과 접하며 동쪽으로는 소말리아와 국경을 접한다.

## 같이 보기
- 가리사
- 북동부주 (케냐)
- 만데라현
- 이시올로현
- 라무현
- 와지르현
- 케냐의 현
- 가리사 대학교 테러